# Callas (Francia)
para la soprano ver Maria Callas
 Callas  es una población y comuna francesa, que se encuentra en la región de Provenza-Alpes-Costa Azul, departamento de Var, en el distrito de Draguignan y cantón de Callas.

## Demografía
| 538 | 608 | 708 | 945 | 1276 | 1388 |
| Para los censos de 1962 a 1999 la población legal corresponde a la población sin duplicidades (Fuente: INSEE [Consultar]) |     |     |     |      |      |